# Liste der Speakers of the British House of Commons
Die Liste der Speakers of the British House of Commons reiht die Speakers des House of Commons of Great Britain von 1707 bis 1800 dem House of Commons of the United Kingdom seit 1801.

## Liste der Speakers

### Speakers of the House of Commons of Great Britain, 1707–1800
Das Königreich Großbritannien entstand mit dem Act of Union 1707, der Schottland und England vereinigte. 1801 schloss sich Großbritannien mit dem Königreich Irland zum Vereinigten Königreich von Großbritannien und Irland zusammen.
John Smith, Speaker of the House of Commons of England wurde im Oktober 1705 zum ersten Speaker of the House of Commons of Great Britain gewählt.
| Bild | Name Wahlkreis Lebensdaten                                                       | Amtszeit †: im Amt verstorben                                     | Amtszeit †: im Amt verstorben | Wahlen (in Klammern bedeutet ohne Gegenkandidat) Wahlperiode | Wahlen (in Klammern bedeutet ohne Gegenkandidat) Wahlperiode | Peerage zum Ende der Amtszeit |
| ---- | -------------------------------------------------------------------------------- | ----------------------------------------------------------------- | ----------------------------- | ------------------------------------------------------------ | ------------------------------------------------------------ | ----------------------------- |
|      | John Smith MP für Andover 1656–1723                                              | Wahl: 23. Oktober 1707 Königliche Bestätigung: 30. Oktober 1707   | 1708                          | (1707)                                                       | 1                                                            | —                             |
|      | Sir Richard Onslow MP für Surrey 1654–1717                                       | Wahl: 16. November 1708 Königliche Bestätigung: 18. November 1708 | 1710                          | (1708)                                                       | 2                                                            | Baron Onslow                  |
|      | William Bromley MP für Oxford University 1663–1732                               | Wahl: 25. November 1710 Königliche Bestätigung: 27. November 1710 | 1713                          | (1710)                                                       | 3                                                            | —                             |
|      | Sir Thomas Hanmer Bt MP für Suffolk 1677–1746                                    | Wahl: 16. Februar 1714 Königliche Bestätigung: 18. Februar 1714   | 1715                          | (1714)                                                       | 4                                                            | —                             |
|      | Sir Spencer Compton KB MP für Sussex (etwa 1673–1743)                            | Wahl: 17. März 1715 Königliche Bestätigung: 21. März 1715         | 1727                          | (1715) (1722)                                                | 5 6                                                          | Earl of Wilmington            |
|      | Arthur Onslow MP für Surrey 1691–1768                                            | Wahl: 23. Januar 1728 Königliche Bestätigung: 27. Januar 1728     | 18. März 1761                 | (1728) (1735) (1741) (1747) (1754)                           | 7 8 9 10 11                                                  |                               |
|      | Sir John Cust Bt MP für Grantham 1718–1770                                       | Wahl: 3. November 1761 Königliche Bestätigung: 6. November 1761   | 19. Januar 1770               | (1761) (1768)                                                | 12 13                                                        |                               |
|      | Sir Fletcher Norton MP für Guildford 1716–1789                                   | Wahl: 22. Januar 1770 Königliche Bestätigung: 23. Januar 1770     | 31. Oktober 1780              | 1770 (1774)                                                  | 13 14                                                        | Baron Grantley                |
|      | Charles Wolfran Cornwall MP für Winchelsea bis 1784 MP für Rye ab 1784 1735–1789 | Wahl: 31. Oktober 1780 Königliche Bestätigung: 1. November 1780   | 2. Januar 1789†               | 1780 (1784)                                                  | 15 16                                                        |                               |
|      | William Wyndham Grenville MP für Buckinghamshire 1759–1834                       | Wahl 5. Januar 1789 Erhielt keine königliche Bestätigung          | 5. Juni 1789                  | Jan. 1789                                                    | 16                                                           | Baron Grenville               |
|      | Henry Addington MP für Devizes 1757–1844                                         | Wahl: 8. Juni 1789 Königliche Bestätigung: 9. Juni 1789           | siehe nächste Tabelle         | Jun. 1789 (1790) (1796)                                      | 16 17 18                                                     | Viscount Sidmouth             |

### Speakers of the House of Commons of the United Kingdom ab 1801
Das Vereinigte Königreich von Großbritannien und Irland wurde 1801 geschaffen. 1922 trennte sich der Irische Freistaat ab. 1927 wurde der Name in Vereinigtes Königreich von Großbritannien und Nordirland geändert.
| Bild | Name Wahlkreis Lebensdaten                                                                                        | Amtszeit †: im Amt verstorben                                   | Amtszeit †: im Amt verstorben | Wahlen (in Klammern bedeutet ohne Gegenkandidat) Wahlperiode | Wahlen (in Klammern bedeutet ohne Gegenkandidat) Wahlperiode | Partei              | Peerage zum Ende der Amtszeit |
| ---- | --- | --------------------------------------------------------------- | ----------------------------- | ------------------------------------------------------------ | ------------------------------------------------------------ | ------------------- | ----------------------------- |
|      | Henry Addington MP für Devizes 1757–1844                                                                          | Wahl: 22. Januar 1801 Königliche Bestätigung: 23. Januar 1801   | 10. Februar 1801              | (Jan. 1801)                                                  | 1                                                            | Tory                | Viscount Sidmouth             |
|      | Sir John Mitford QC FRS MP für East Looe 1748–1830                                                                | Wahl: 11. Februar 1801 Königliche Bestätigung: 12. Februar 1801 | 9. Februar 1802               | (Feb. 1801)                                                  | 1                                                            | Tory                | Baron Redesdale               |
|      | Charles Abbot FRS MP für Helston bis 1802 MP für Woodstock 1802–1806 MP für Oxford University seit 1806 1757–1829 | Wahl: 10. Februar 1802 Königliche Bestätigung: 11. Februar 1802 | 2. Juni 1817                  | (Feb. 1802) (Nov. 1802) (1806) (1807) (1812)                 | 1 2 3 4 5                                                    | Tory                | Baron Colchester              |
|      | Sir Charles Manners-Sutton GCB MP für Scarborough bis 1832 MP für Cambridge University seit 1832 1780–1845        | Wahl: 2. Juni 1817 Königliche Bestätigung: 3. Juni 1817         | 19. Februar 1835              | 1817 (1819) (1820) (1826) (1830) (1831) 1833                 | 5 6 7 8 9 10 11                                              | Tory                | Viscount Canterbury           |
|      | James Abercromby MP für Edinburgh 1776–1858                                                                       | Wahl: 19. Februar 1835 Königliche Bestätigung: 20. Februar 1835 | 27. Mai 1839                  | 1835 (1837)                                                  | 12 13                                                        | Whig                | Baron Dunfermline             |
|      | Charles Shaw-Lefevre MP für North Hampshire 1794–1888                                                             | Wahl: 27. Mai 1839 Königliche Bestätigung: 28. Mai 1839         | 30. April 1857                | 1839 (1841) (1847) (1852)                                    | 13 14 15 16                                                  | Whig                | Viscount Eversley             |
|      | John Evelyn Denison MP für North Nottinghamshire 1800–1873                                                        | Wahl: 30. April 1857 Königliche Bestätigung: 1. Mai 1857        | 9. Februar 1872               | (1857) (1859) (1866) (1868)                                  | 17 18 19 20                                                  | Liberal             | Viscount Ossington            |
|      | Henry Brand GCB MP für Cambridgeshire 1814–1892                                                                   | Wahl: 9. Februar 1872 Königliche Bestätigung: 12. Februar 1872  | 26. Februar 1884              | (1872) (1874) (1880)                                         | 20 21 22                                                     | Liberal             | Viscount Hampden              |
|      | Arthur Peel MP für Warwick bis 1885 MP für Warwick and Leamington seit 1885 1829–1912                             | Wahl: 26. Februar 1884 Königliche Bestätigung: 27. Februar 1884 | 10. April 1895                | (1884) (Jan. 1886) (Aug. 1886) (1892)                        | 22 23 24 25                                                  | Liberal             | Viscount Peel                 |
|      | William Court Gully QC MP für Carlisle 1835–1909                                                                  | Wahl: 10. April 1895 Königliche Bestätigung: 22. April 1895     | 8. Juni 1905                  | Apr. 1895 (Aug. 1895) (1900)                                 | 25 26 27                                                     | Liberal             | Viscount Selby                |
|      | James Lowther MP für Penrith bis 1918 MP für Penrith and Cockermouth seit 1918 1855–1949                          | Wahl: 8. Juni 1905 Königliche Bestätigung: 20. Juni 1905        | 28. April 1921                | (1905) (1906) (1910) (1911) (1919)                           | 27 28 29 30 31                                               | Conservative        | Viscount Ullswater            |
|      | John Henry Whitley MP für Halifax 1866–1935                                                                       | Wahl und königliche Bestätigung: 28. April 1921                 | 20. Juni 1928                 | (1921) (1922) (Jan. 1924) (Dez. 1924)                        | 31 32 33 34                                                  | Liberal (Coalition) |                               |
|      | Edward FitzRoy DL MP für Daventry 1869–1943                                                                       | Wahl: 20. Juni 1928 Königliche Bestätigung: 21. Juni 1928       | 3. März 1943†                 | (1928) (1929) (1931) (1935)                                  | 34 35 36 37                                                  | Conservative        |                               |
|      | Douglas Clifton Brown MP für Hexham 1879–1958                                                                     | Wahl und königliche Bestätigung: 9. März 1943                   | 31. Oktober 1951              | (1943) (1945) (1950)                                         | 37 38 39                                                     | Conservative        | Viscount Ruffside             |
|      | William Morrison MC QC MP für Cirencester and Tewkesbury 1893–1961                                                | Wahl: 31. Oktober 1951 Königliche Bestätigung: 1. November 1951 | 19. September 1959            | 1951 (1955)                                                  | 40 41                                                        | Conservative        | Viscount Dunrossil            |
|      | Sir Harry Hylton-Foster MP für Cities of London and Westminster 1905–1965                                         | Wahl: 20. Oktober 1959 Königliche Bestätigung: 21. Oktober 1959 | 2. September 1965†            | (1959) (1964)                                                | 42 43                                                        | Conservative        |                               |
|      | Dr. Horace King MP für Southampton Itchen 1901–1986                                                               | Wahl und königliche Bestätigung: 26. Oktober 1965               | 12. Januar 1971               | (1965) (1966) (1970)                                         | 43 44 45                                                     | Labour              | Baron Maybray-King            |
|      | Selwyn Lloyd CH CBE QC DL MP für Wirral 1904–1978                                                                 | Wahl und königliche Bestätigung: 12. Januar 1971                | 3. Februar 1976               | 1971 (März 1974) (Okt. 1974)                                 | 45 46 47                                                     | Conservative        | Baron Selwyn-Lloyd            |
|      | George Thomas MP für Cardiff West 1909–1997                                                                       | Wahl und königliche Bestätigung: 3. Februar 1976                | 10. Juni 1983                 | (1976) (1979)                                                | 47 48                                                        | Labour              | Viscount Tonypandy            |
|      | Bernard Weatherill MP für Croydon North East 1920–2007                                                            | Wahl: 15. Juni 1983 Königliche Bestätigung: 16. Juni 1983       | 9. April 1992                 | (1983) (1987)                                                | 49 50                                                        | Conservative        | Baron Weatherill              |
|      | Betty Boothroyd MP für West Bromwich West 1929–2023                                                               | Wahl: 27. April 1992 Königliche Bestätigung: 28. April 1992     | 23. Oktober 2000              | 1992 (1997)                                                  | 51 52                                                        | Labour              | Baroness Boothroyd            |
|      | Michael Martin MP für Glasgow Springburn bis 2005 MP für Glasgow North East seit 2005 1945–2018                   | Wahl und königliche Bestätigung: 23. Oktober 2000               | 22. Juni 2009                 | 2000 (2001) (2005)                                           | 52 53 54                                                     | Labour              | Baron Martin of Springburn    |
|      | John Bercow MP für Buckingham (* 1963)                                                                            | Wahl und königliche Bestätigung: 22. Juni 2009                  | 4. November 2019              | 2009 (2010) (2015) (2017)                                    | 54 55 56 57                                                  | Conservative        | —                             |
|      | Sir Lindsay Hoyle MP für Chorley (* 1957)                                                                         | Wahl und königliche Bestätigung: 4. November 2019               | Amtierend                     | Nov. 2019 (Dez. 2019)(Jul. 2021)                             | 57 58 59                                                     | Labour              | —                             |